# Jan Kwiatkowski (matematyk)
Jan Kwiatkowski (ur. 8 stycznia 1941 w Łochocinie) – polski matematyk i nauczyciel akademicki, profesor nauk matematycznych.

## Życiorys
W 1964 ukończył studia na Uniwersytecie Mikołaja Kopernika w Toruniu. Doktoryzował się w 1972, stopień doktora habilitowanego uzyskał w 1982. W 1995 otrzymał tytuł profesora nauk matematycznych. W pracy naukowej specjalizował się w zagadnieniach z zakresu ekonomii matematycznej, teorii ergodycznej i układów dynamicznych.
Od 1964 był pracownikiem naukowym na Wydziale Matematyczno-Fizyczno-Chemicznym UMK. Pracował także na Uniwersytecie Warmińsko-Mazurskim w Olsztynie. Od połowy lat 80. związany z Towarzystwem Wiedzy Powszechnej. Był dziekanem Wydziału Informatyki i Ekonomii Wyższej Szkoły Informatyki i Ekonomii TWP w Olsztynie oraz rektorem tej uczelni.
W 1980 został członkiem NSZZ „Solidarność”. Po wprowadzeniu stanu wojennego zajmował się publikowaniem i kolportażem wydawnictw podziemnych oraz pomocą osobom represjonowanym. Od października 1982 do lutego 1983 tymczasowo aresztowany, skazano go z przyczyn politycznych na karę pozbawienia wolności z warunkowym zawieszeniem. Po zwolnieniu kontynuował działalność opozycyjną, m.in. przechowując archiwum regionalnej „Solidarności”.
Odznaczony Złotym Krzyżem Zasługi (1987), Krzyżem Kawalerskim Orderu Odrodzenia Polski (2001) oraz Krzyżem Wolności i Solidarności (2015).